# رأيت رام الله
رأيتُ رام الله رواية للكاتب الفلسطيني مريد البرغوثي، وحازت على جائزة نجيب محفوظ للإبداع الأدبي عام 1997. تعدّ الرواية سيرة ذاتية للكاتب وتمثل رحلة العودة إلى موطنه بعد ثلاثين عاماً من الغربة. ترجمت الكاتبة أهداف سويف الرواية إلى اللغة الإنجليزية.
عنوان هذا النص الادبي يوضح نقطة جوهرية مهمة ألا وهي عدم وصف الكاتب لتلك الزيارة بالعودة فقد قال «رأيت رام الله» لا عدت، ولا سكنت، ولا زرت، لقد وقع على المدينة بفعل المشاهدة، كأنها ليست المكان، بل صورته وكأن بلاده لم تعد بلاده فلا أحد يعرف المعنى النفسي للطرد والشتات، يتحدث الكاتب عن حياته ومدى معاناته التي عاشها وهو لا يستطيع الالتقاء بابنه وزوجته إلا 3 أشهر في صيف كل سنة و3 أسابيع في الشتاء، يصف مريد البرغوثي في هذا العمل لانساني البحت معاناة اللاجئ الفلسطيني.

## الافكار التي طرحها مريد البرغوثي في هذا العمل
وصف مريد البرغوثي في هذا الكتاب تجربته الشخصية عند عودته من الشتات إلى بلدته ومسقط رأسه دير غسانة، يتحدث فيها عن الغربة وما تفعله، عن اللجوء، «رأيت رام الله» كُتبت بلغة الحنين الممزوجة بغصة الظلم، يربط فيها الذكـرى والغربة واللاشعور والألم عند العودة «رايت رام الله» تصف الخسارة تلك الخسارة التي يعبر عنها مريد البرغوثي حين يقول: «أخذوا ذلك الدكان الذي كنت أسافر إليه خصيصاً من رام الله لشراء حذاء من الجلد الممتاز، وأعود للعائلة بفطائر من» زلاطيمو«وكنافة من حلويات» جعفر«وبعد ستة عشر كيلومتراً في باص بامية وبأجرة خمسة قروش أعود إلى بيتنا في رام الله مزهواً متباهياً فأنا عائد منها من القدس الآن، لن أرى قدس السماء، ولن أرى قدس حبال الغسيل؛ لأن إسرائيل متذرعة بالسماء احتلت الأرض».
«رأيت رام الله» يحدثنا عن نازحٍ ذاق الأمرَّين من أجل أن تدوس قدماه تراب بلاده، من أجل أن يرى قريته التي ولد فيها  من أجل أن يرى بيته الذي عاش فيه طفولته المرّة هناك في «دار رعد» وتينة الدار التي جرّب مذاقها كل أهل القرية.
تكلم عن الجسر الذي اختلف الجميع على اسمه، جسر العبور إلى فلسطين ليس كل فلسطين، بل الضفة الغربية فقط، اجتازه بعد 30 عاماً من الغربة، لتبدأ قصته بعدها في رام الله، ولنتعرف معه على تلك الحياة الجميلة بين صفحات الكتاب
لقد وصف الكاتب رغبته وشعوره بالامتنان لزوجه رضوى ولابنه تميم كما اكد على رغبته الشديدة في توثيق الصلة بين تميم وجذوره الفلسطينية، تكلم عن العديد من الشحصيات الفلسطينية البارزة وتحدث عن صفاتهم الإنسانية فضلا عن كونهم رموز فلسطين الخالدة ومن هؤلاء ناجي العلي وغسان كنفاني.

## آراء بعض من قراء الرواية
- ادوارد سعيد «إن عظمة وقوة وطزاجة كتاب البرغوثي تكمن في أنه يسجل بشكل دقيق موجع هذا المزيج من مشاعر السعادة، والأسف، والحزن، والدهشة، والسخط، والأحاسيس الأخرى التي تصاحب هذه العودة، وفي قدرته على أن يمنح وضوحاً وصفاء لدوامة من الأحاسيس والأفكار التي تسيطر على المرء في مثل تلك الحالات.. إن التميز الأساسي لكتاب» رأيت رام الله«هو في كونه سجلاً للخسارة في ذروة العودة ولم الشمل»[3]
- أحمد أبازيد “هل تسع الأرض قسوة أن تصنع الأم فنجان قهوتها مفرداً في صباح الشتات؟! ”

## بعض ما قاله مريد في كتاب رايت رام الله
- «الغريب هو الشخص الذي يجدد تصريح إقامته. هو الذي يملأ النماذج ويشتري الدمغات والطوابع. هو الذي عليه أن يقدم البراهين والإثباتات.»[4]
- "المجتمع الفلسطيني لا تجمعه وحدة جغرافيّة سياسية واحدة، ذات قاعدة اقتصاديّة اجتماعيّة مركزية منتجة، بل ثقافة "فلسطين" هي التي تجمعه، فمنذ النكبة 1948، تميَّز المجتمع الفلسطيني بكونه مجزأً؛ كل جزءٍ من هذا المجتمع محكوم بموقعه من السياق والصراع الاستعماري، وكل جزءٍ مرتبطٍ بدرجة ما ببنىً اجتماعيّة، واقتصاديّة مختلفه مع سياقه (الاحتلال/المنافي/مناطق الحكم الذاتي الفلسطينية المحتلة). كما أنَّ أغلب هذه الأجزاء تميّزت بكونها تعيش على هوامش البنى الاجتماعية السائدة في أماكن وجودها. لذا يغدو الفلسطيني دائمًا غريبًا، بدرجة ما أو بأخرى، حبيس جسرٍ ما على الدوام. وبالعودة للنص، يشير السارد إلى الغربة حتى عن الإنساني في بوتقة المنفى، فيشير للغريب بأنه "هو الذي يسألونه دائمًا: "من وين الأخ؟" أو يسألونه "وهل الصيف عندكم حار؟" لا تعنيه التفاصيل الصغيرة في شؤون القوم أو سياساتهم الداخليّة، ولكنه أول من تقع عليه عواقبها. قد لا يفرحه ما يفرحهم لكنه يخاف عندما يخافون. هو دائمًا العنصر المندس في المظاهرة إذا تظاهروا، حتى لو لم يغادر بيته ذلك اليوم".[5]
- «ما مصدر هذه الغصّة الصغيرة في البال، وأنا هنا في داخل الحلم ذاته؟ إنني لم» أعد«بالضبط. عدنا للسياسة إذًا.»[6]

## اقتباسات من الرواية
- لا غائب يعود كاملاً. لاشيء يستعاد كما هو
- قد يخنقك مجرم بشال من الحرير، وقد يهشّم رأسك بفأسٍ من الحديد، وسيضمن مصرعك في الحالتين
- لماذا يظن كل شخص في هذا العالم أن وضعه بالذات هو وضع مختلف؟ هل يريد ابن آدم أن يتميز عن سواه من بني آدم حتى في الخسران؟ هل هي أنانية الأنا التي لا نستطيع التخلص منها؟
- العالم معني ب (وضع) القدس، بفكرتها وأسطورتها. اما حياتنا في القدس والقدس حياتنا، فلا تعنيه. إن قدس السماء ستحيا دائما. أما حياتنا فيها فمهددة بالزوال.
- بندقيته هي التي اخذت منا أرض القصيدة تركت لنا قصيدة الأرض.. في قبضته تراب وفي قبضتنا سراب.

## وصلات خارجية
- آراء القراء حول رواية رأيت رام الله على موقع أبجد